# George Boleyn, viscount Rochford
George Boleyn, viscount Rochford, född cirka 1503 i Blickling Hall, Aylsham, död 17 maj 1536 på Tower Hill, Towern, var en engelsk adelsman. Han var barnbarn till Thomas Howard, 2:e hertig av Norfolk, son till Elizabeth Howard och diplomaten Thomas Boleyn, 1:e earl av Wiltshire, bror till Mary Boleyn och Anne Boleyn.

## Biografi
Lord Rochford blev medlem i Henrik VIII:s kungliga råd och i december 1529 for han på sitt första diplomatiska uppdrag till Frankrike. Man tror att det var hans yngre syster Annes inflytande som säkrade denna post åt honom, då den franske ambassadören, du Bellay, anmärkte på att han var betydligt yngre än många av de andra utländska diplomaterna. Thomas Wyatt (född 1503) sändes dock till Rom flera år tidigare och lord Rochfords "stora slagfärdighet" lovordades i samtida poesi. David Starkey menar att han hade “en del av Annes talanger och all hennes stolthet”. 
Han gifte sig med Jane Parker, men det var ett olyckligt äktenskap, vilket somliga tror berodde på att lord Rochford kan ha varit homosexuell. Detta är dock bara spekulationer. Han hade dessutom ett rykte som kvinnokarl.
Lord Rochford anklagades för att ha begått incest med sin syster, som då var Henrik VIII:s maka. Fadern, lord Wiltshire, slapp sitta i den adliga juryn mot dem och gick i exil. 
Anne anklagades för att ha begått äktenskapsbrott med fyra andra män, men incestanklagelsen var den allvarligaste. George stod inför rätta några timmar efter henne den 15 maj 1536 och han ansågs skyldig och sändes till Towern för att där avrättas den 17 maj. Anklagelserna anses numera som fabricerade. Även på den tiden trodde man inte på dem, och de framfördes under nästa generation endast av extrema katoliker som riktiga.
Hans tal vid stupstocken rörde huvudsakligen försvarandet av den protestantiska läran som han hade anammat som vuxen. Han talade hängivet om Bibeln och ”denna världens fåfänga”. Hans syster Anne halshöggs två dagar senare.